# Pristimantis ruthveni
Espèce
Synonymes
- Eleutherodactylus ruthveni Lynch & Ruíz-Carranza, 1985

Statut de conservation UICN

 EN B1ab(iii) : En danger
Pristimantis ruthveni est une espèce d'amphibiens de la famille des Craugastoridae.

## Répartition
Cette espèce est endémique du département de Magdalena en Colombie. Elle se rencontre entre 1 800 et 3 500 m d'altitude dans la Sierra Nevada de Santa Marta.

## Description
Les mâles mesurent de 24,5 à 32,3 mm et les femelles de 31,1 à 45,5 mm.

## Étymologie
Cette espèce est nommée en l'honneur d'Alexander Grant Ruthven.

## Publication originale
- Lynch & Ruíz-Carranza, 1985 : A synopsis of the frogs of the genus Eleutherodactylus from the Sierra Nevada de Santa Marta, Colombia. Occasional Papers of the Museum of Zoology University of Michigan, no 711, p. 1-59 (texte intégral).